# Benedict Leonard Calvert
Pour les articles homonymes, voir Calvert.
Benedict Leonard Calvert (20 septembre 1700 – 1er juin 1732) est le 15e Gouverneur du Maryland de 1727 à 1731, nommé par son frère aîné, Charles Calvert (5e baron Baltimore) (1699-1751). Il est nommé d'après son père, Benedict Calvert, 4e baron de Baltimore (1679-1715). Il a la tuberculose et meurt sur le navire, Le Charles, le 1er juin 1732, en retournant en Angleterre, âgé de 31 ans.

## Famille
Comme beaucoup de jeunes aristocrates du XVIIIe siècle en Angleterre, Calvert est envoyé pour un Grand Tour en Italie, en 1724-1725. Pendant ce temps, il étudie l'architecture italienne et les antiquités, collectant de nombreux éléments qui sont renvoyés à la maison familiale de Woodcote ParK dans le Surrey.

## Gouverneur du Maryland
En 1727, le jeune Benedict Calvert est envoyé dans le Maryland par son frère aîné, Lord Baltimore, avec des instructions pour prendre le poste de gouverneur de la colonie, en remplacement de son cousin le capitaine Charles Calvert. Le transfert du pouvoir de cousin à cousin n'a pas été entièrement facile. Le capitaine Calvert insiste sur le maintien d'une taxe sur le tabac qui lui est due en vertu de la législation adoptée en 1727. Lord Baltimore écrit lui-même que Benedict doit recevoir l'intégralité de la taxe.
Il est remplacé comme Gouverneur par Samuel Ogle en 1731. À son arrivée dans le Maryland, Ogle écrit à Lord Baltimore que son frère est "bien pire que ce que j'imaginais,".
Calvert est élu fellow de la Royal Society en mars 1731.

## Mort
Calvert a la tuberculose et meurt sur le navire, Le Charles le 1er juin 1732, en retournant à son domicile en Angleterre. Il est enterré en mer,. Il laisse un patrimoine d'une valeur d'environ dix mille livres sterling, une somme importante à l'époque, à son jeune frère Cecilius Calvert.
Calvert n'a pas d'enfants, mais il est le parrain d'Elizabeth Calvert, la fille de son cousin, le capitaine Charles Calvert. Dans son testament, qu'il écrit avant de quitter le Maryland, il lui laisse son esclave garçon nommé Osmyn.
La ville de Leonardtown, dans le Maryland, est nommée en son honneur.